# Korsická garda
Korsická garda (italsky Guardia Corsa) byla vojenskou jednotkou papežského státu v Římě, která sloužila jako městská milice a osobní ochranka papeže.

## Dějiny

### Korsičané v Římě
Přistěhovalci z Korsiky se v okolí Říma objevili nejpozději v 9. století. Jejich příliv do střední Itálie se v důsledku chudoby na Korsice ještě zvýšil během 15. století. 

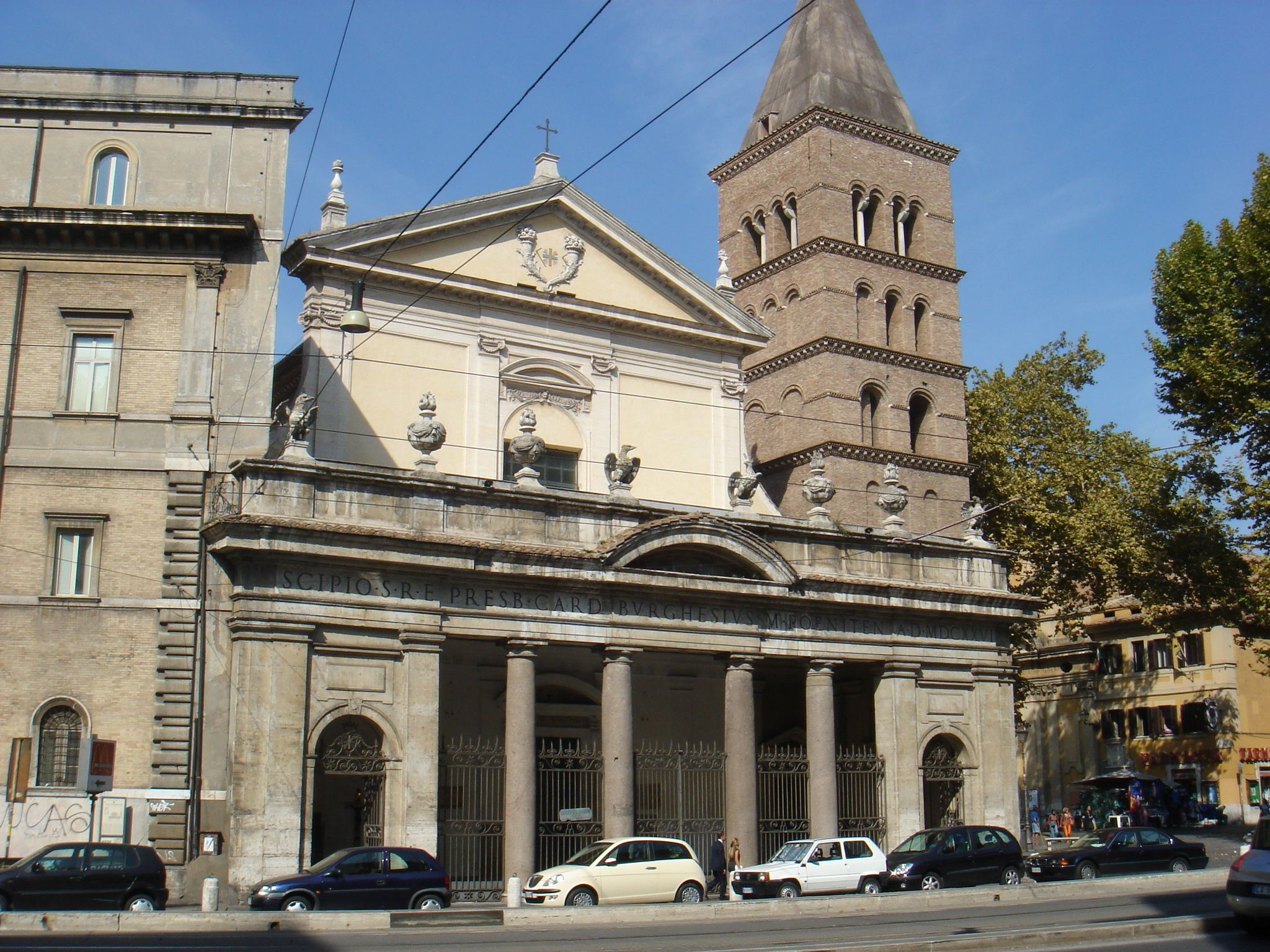
Kostel San Crisogono

Na počátku 16. století vznikla velká korsická komunita v oblasti Trastevere, kde využívala kostel San Crisogono. I po přesunu do Říma však Korsičané zůstávali jedněmi z nejchudších obyvatel města a často se uchylovali ke zločinům. Měli v Římě velmi špatnou pověst a dokonce proti nim bylo vydáno několik dekretů. Například papež Sixtus IV. jim v roce 1475 povolil usadit se ve městě pouze v případě, že zaplatí vysokou kauci a nebudou nosit zbraně. Papež Alexandr VI. v roce 1500 dokonce nařídil všechny Korsičany z území celého papežského státu vyhnat. 
Ve snaze uniknout z chudoby se mnozí přistěhovalci nechávali najímat do papežských služeb, přičemž největší perspektivu měla služba vojenská. I přes nevalnou pověst byli Korsičané v 16. století považováni za velmi odvážné. V Galerii map ve Vatikánu dopsal italský kartograf Ignazio Danti někdy v letech 1580 až 1583 do kartuše nad mapou Korsiky: „Korsika dostala od přírody čtyři hlavní dary: své koně, své psy, své hrdé a odvážné muže a svá vína...“. Korsičtí muži tak snadno nacházeli uplatnění v papežském vojsku, kde mohli dosáhnout důstojnické hodnosti a tím i vysokého společenského postavení. 

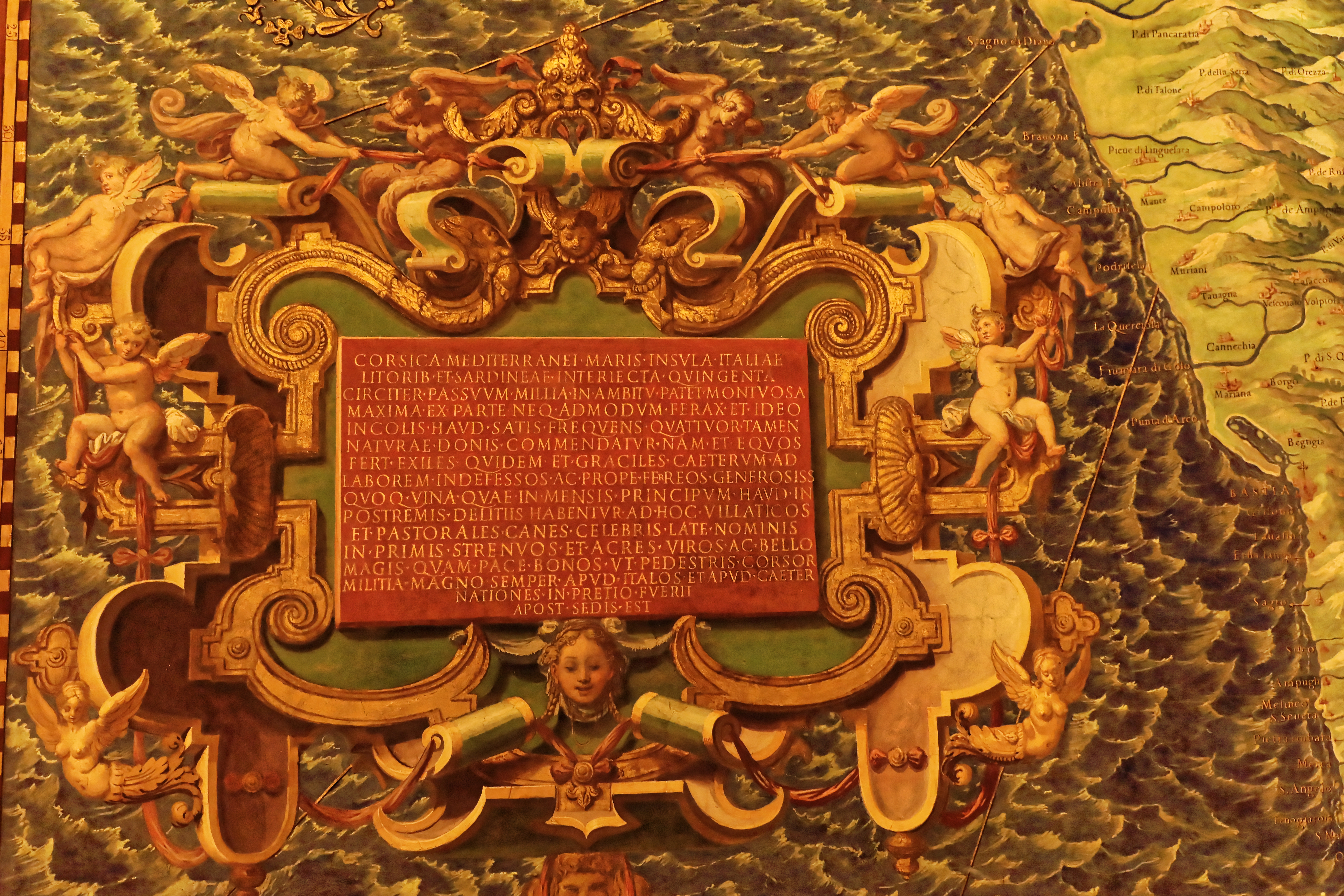
Kartuše u mapy Korsiky ve vatikánské Galerii map

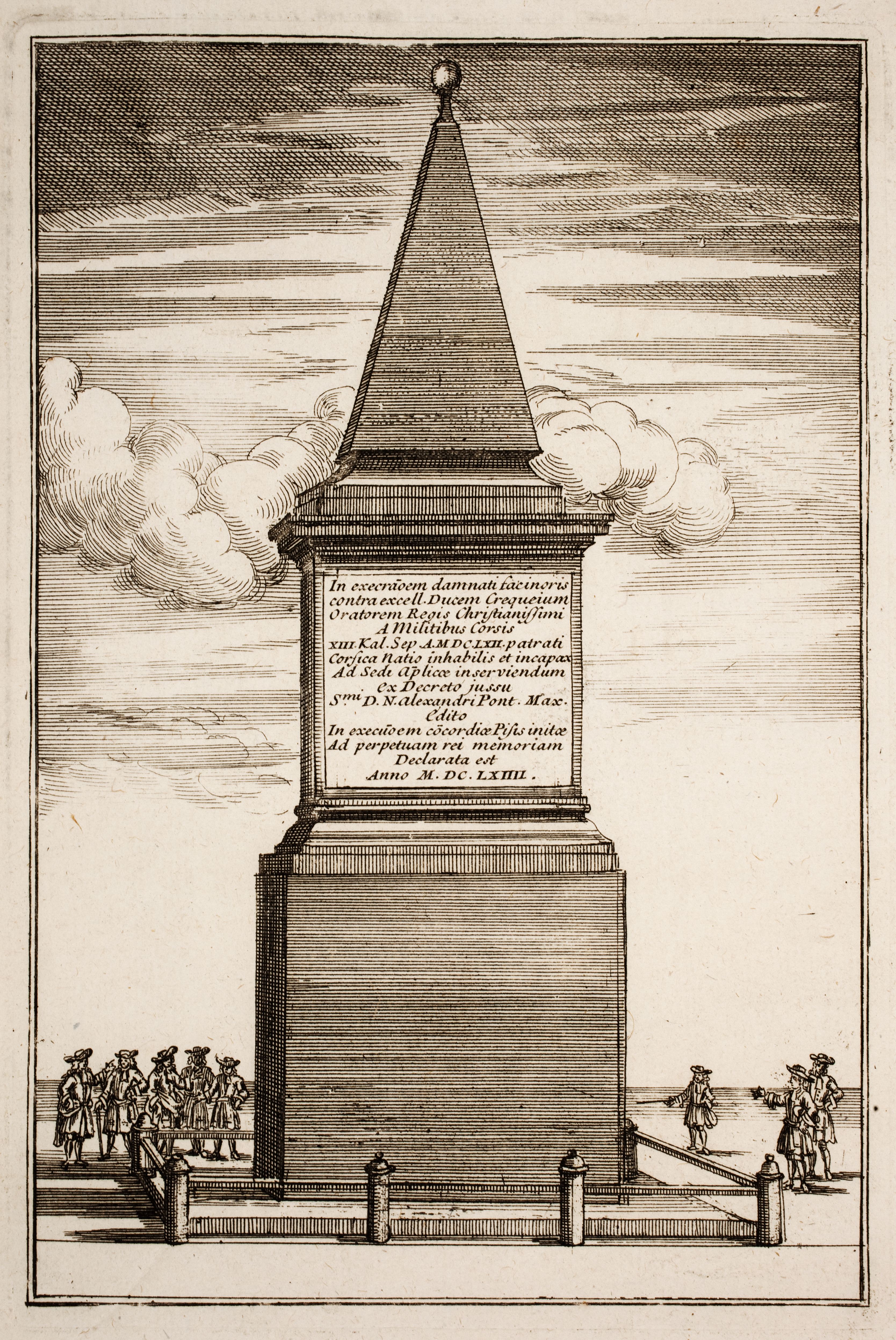
Tzv. pyramida hanby, postavená po rozpuštění korsické gardy v roce 1664.

### Založení gardy
V roce 1603 papež Klement VIII. naverboval na Korsice šest set pěšáků. Tento akt je pokládán za oficiální počátek papežské Korsické gardy, ačkoliv došlo spíše k reorganizaci a doplnění již existujících jednotek. Vojáci byli ubytováni ve čtvrti Regola při kostele Santissima Trinità dei Pellegrini a ve čtvrti Ponte v Uličce vojáků (italsky Vicolo dei Soldati).   
Korsická garda byla v roce 1637 papežem Urbanem VIII. posílena o dalších čtyři sta mužů, a to kvůli nárůstu kriminality ve městě. Jejich příchod však situaci patrně nezlepšil. Všichni Korsičané, včetně příslušníků gardy, byli v Římě i nadále nechvalně proslulí svou tendencí pouštět se do bojů a rvaček. Mezi jednotlivými vojenskými skupinami často docházelo k potyčkám, které nezřídka končily zraněním na obou stranách.  

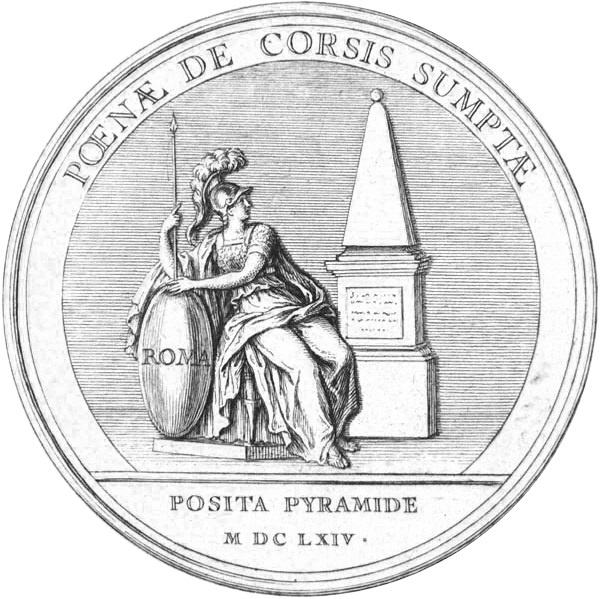
Kresba pamětní mince, vydané Ludvíkem XIV. na památku rozpuštění korsické gardy

### Konec korsické gardy
V roce 1662 došlo v Římě k incidentu, který vedl k rozpuštění Korsické gardy. Ve městě se nacházelo velké množství zahraničních ambasád s vlastními vojenskými posádkami. Diplomatické mise využívaly práva exteritoriality v okolí svých ambasád a nechávaly „svá“ území hlídat vlastními vojáky. Tak docházelo k mnoha paradoxním situacím včetné té, kdy francouzští vojáci kontrolovali vstup na most, po kterém museli denně cestou z kasáren přecházet příslušníci korsické gardy. Potyčka na sebe nenechala dlouho čekat. 
Dne 20. srpna se příslušníci gardy na mostě Ponte Sisto střetli se strážemi francouzského velvyslance. Bitka vyústila v obležení nedalekého francouzského velvyslanectví v paláci Farnese a ve smrtelná zranění na obou stranách. Francouzský král Ludvík XIV. využil situace k eskalaci vleklých sporů se Svatým stolcem. Papež byl pod pohrůžkou tažení francouzské armády do Říma nakonec dne 12. února 1664  donucen podepsat v Pise ponižující smlouvu, jíž byla korsická garda navždy rozpuštěna, někteří účastníci incidentu odsouzeni k oběšení a velitel gardy (současně papežův bratr) Mario Chigi vyhoštěn z Říma. Papež také musel nechat postavit u kostela Santissima Trinità dei Pellegrini „pyramidu hanby“, která mohla být stržena až po další ponižující omluvě od syna vyhoštěného velitele gardy v roce 1668. 